# 마크 펠트

마크 펠트

윌리엄 마크 펠트(William Mark Felt, 1913년 8월 17일 - 2008년 12월 18일)는 미국 연방수사국 요원이며 최고 임원이었다. 2005년 5월 31일 자신이 워터게이트 스캔들의 정보원 딥 스로트 (Deep Throat)였음을 밝혔다. 이로써 30년이 넘는 세월동안 미국 정치계의 수수께끼였던 딥 스로트의 정체가 밝혀졌다.